# سیسکی
سیسکی (به لاتین: Ciskei) یک کشور اسما مستقل در آفریقای جنوبی بود که در جنوب آفریقا واقع شده‌بود و ۷٬۷۰۰ کیلومتر مربع (۳٬۰۰۰ مایل مربع) مساحت داشت و توسط استان دماغه محصور شده بود. و یک خط ساحلی کوتاه با اقیانوس هند داشت. این کشور (زادبوم) در دسامبر ۱۹۸۱ همه‌پرسی جدایی از آفریقای جنوبی را برگزار کرد اما سازمان ملل و دیگر کشورها جدایی این زادبوم را به رسمیت نشناختند؛ امری که باعث شد این زادبوم بار دیگر در سال ۱۹۹۴ به آفریقای جنوبی بپیوندد.